# Cacopsylla pulchra
Cacopsylla pulchra är en insektsart som först beskrevs av Zetterstedt 1840.  Cacopsylla pulchra ingår i släktet Cacopsylla och familjen rundbladloppor. Arten är reproducerande i Sverige. Inga underarter finns listade i Catalogue of Life.